# Các giải thưởng của Giải vô địch bóng đá nữ thế giới
Sau khi mỗi kì giải của Giải vô địch bóng đá nữ thế giới kết thúc, Liên đoàn bóng đá thế giới tiến hành trao các giải thưởng cho các cầu thủ và đội bóng nổi bật ở nhiều mặt.

## Các giải thưởng
Hiện nay có các giải thưởng sau:
- Quả bóng vàng ("Golden Ball" hoặc "adidas Golden Ball" vì lý do thương mại) cho cầu thủ xuất sắc nhất.
- Chiếc giày vàng ("Golden Boot" hoặc "Golden Shoe", hay "adidas Golden Shoe" vì lý do thương mại) cho cầu thủ ghi nhiều bàn thắng nhất.
- Găng tay vàng ("Golden Glove" hay "adidas Golden Glove" vì lý do thương mại) cho thủ môn xuất sắc nhất (được trao từ 2011).
- Cầu thủ trẻ xuất sắc nhất ("Best Young Player Award" hay "Hyundai Best Young Player Award" vì lý do thương mại) cho cầu thủ xuất sắc nhất dưới 21 tuổi (được trao từ 2011)
- Giải Fair Play ("FIFA Fair Play Award") cho đội tuyển fair play nhất.
- Đội hình tiêu biểu ("All-Star Team" hay "Mastercard All-Star Team" vì lý do thương mại) bao gồm các cầu thủ xuất sắc nhất của giải (được trao từ 1999).

Giải Bàn thắng đẹp nhất ("Goal of the Tournament") và Đội hình trong mơ ("Dream Team") được bầu chọn bởi người hâm mộ sau khi giải đấu kết thúc.
Giải thưởng không còn tồn tại:
- Giải Đội tuyển thi đấu cuốn hút nhất ("Most Entertaining Team") dành cho đội có lối chơi hấp dẫn khán giả nhất, xác định bởi cuộc thăm dò chung, và được trao trong hai kì giải 2003 và 2007.

## Quả bóng vàng
| Giải                  | Quả bóng vàng  | Quả bóng bạc      | Quả bóng đồng       |
| --------------------- | -------------- | ----------------- | ------------------- |
| Trung Quốc 1991       | Carin Jennings | Michelle Akers    | Linda Medalen       |
| Thụy Điển 1995        | Hege Riise     | Gro Espeseth      | Ann Kristin Aarønes |
| Hoa Kỳ 1999           | Tôn Văn        | Sissi             | Michelle Akers      |
| Hoa Kỳ 2003           | Birgit Prinz   | Victoria Svensson | Maren Meinert       |
| Trung Quốc 2007       | Marta          | Birgit Prinz      | Cristiane           |
| Đức 2011              | Sawa Homare    | Abby Wambach      | Hope Solo           |
| Canada 2015           | Carli Lloyd    | Amandine Henry    | Miyama Aya          |
| Pháp 2019             | Megan Rapinoe  | Lucy Bronze       | Rose Lavelle        |
| Úc & New Zealand 2023 | Aitana Bonmatí |                   |                     |

## Chiếc giày vàng
| Giải                  | Chiếc giày vàng     | Bàn thắng | Chiếc giày bạc      | Bàn thắng | Chiếc giày đồng              | Bàn thắng |
| --------------------- | ------------------- | --------- | ------------------- | --------- | ---------------------------- | --------- |
| Trung Quốc 1991       | Michelle Akers      | 10        | Heidi Mohr          | 7         | Linda Medalen Carin Jennings | 6         |
| Thụy Điển 1995        | Ann-Kristin Aarønes | 6         | Hege Riise          | 5         | Thi Quế Hồng                 | 3         |
| Hoa Kỳ 1999           | Tôn Văn Sissi       | 7         | Ann-Kristin Aarønes | 4         |                              |           |
| Hoa Kỳ 2003           | Birgit Prinz        | 7         | Maren Meinert       | 4         | Kátia                        | 4         |
| Trung Quốc 2007       | Marta               | 7         | Abby Wambach        | 6         | Ragnhild Gulbrandsen         | 6         |
| Đức 2011              | Sawa Homare         | 5         | Marta               | 4         | Abby Wambach                 | 4         |
| Canada 2015           | Célia Šašić         | 6         | Carli Lloyd         | 6         | Anja Mittag                  | 5         |
| Pháp 2019             | Megan Rapinoe       | 6         | Alex Morgan         | 6         | Ellen White                  | 6         |
| Úc & New Zealand 2023 | Miyazawa Hinata     | 5         |                     |           |                              |           |

## Găng tay vàng
| Giải                  | Găng tay vàng       |
| --------------------- | ------------------- |
| Hoa Kỳ 2003           | Silke Rottenberg    |
| Trung Quốc 2007       | Nadine Angerer      |
| Đức 2011              | Hope Solo           |
| Canada 2015           | Hope Solo           |
| Pháp 2019             | Sari van Veenendaal |
| Úc & New Zealand 2023 | Mary Earps          |

## Cầu thủ trẻ xuất sắc nhất
| Giải                  | Cầu thủ trẻ xuất sắc nhất | Tuổi |
| --------------------- | ------------------------- | ---- |
| Đức 2011              | Caitlin Foord             | 16   |
| Canada 2015           | Kadeisha Buchanan         | 19   |
| Pháp 2019             | Giulia Gwinn              | 20   |
| Úc & New Zealand 2023 | Salma Paralluelo          | 19   |

## Đội tuyển thi đấu lôi cuốn nhất
| Giải            | Đội tuyển thi đấu lôi cuốn nhất |
| --------------- | ------------------------------- |
| Hoa Kỳ 2003     | Đức                             |
| Trung Quốc 2007 | Brasil                          |

## Đội tuyển chơi đẹp
| Giải                  | Đội thi đấu Fair Play |
| --------------------- | --------------------- |
| Trung Quốc 1991       | Đức                   |
| Thụy Điển 1995        | Thụy Điển             |
| Hoa Kỳ 1999           | Trung Quốc            |
| Hoa Kỳ 2003           | Trung Quốc            |
| Trung Quốc 2007       | Na Uy                 |
| Đức 2011              | Nhật Bản              |
| Canada 2015           | Pháp                  |
| Pháp 2019             | Pháp                  |
| Úc & New Zealand 2023 | Nhật Bản              |

## Đội hình tiêu biểu
| Giải            | Thủ môn                                 | Hậu vệ | Tiền vệ | Tiền đạo                                                            |
| --------------- | --------------------------------------- | --- | --- | ------------------------------------------------------------------- |
| Hoa Kỳ 1999     | Cao Hồng Briana Scurry                  | Vương Lệ Bình Ôn Lợi Dung Doris Fitschen Brandi Chastain Carla Overbeck                                     | Sissi Lưu Ái Linh Triệu Lợi Hồng Bettina Wiegmann Michelle Akers                                                                         | Kim Yên Tôn Văn Ann Kristin Aarønes Mia Hamm                        |
| Hoa Kỳ 2003     | Silke Rottenberg                        | Vương Lệ Bình Sandra Minnert Joy Fawcett                                                                    | Bettina Wiegmann Malin Moström Shannon Boxx                                                                                              | Charmaine Hooper Maren Meinert Birgit Prinz Victoria Svensson       |
| Trung Quốc 2007 | Nadine Angerer Bente Nordby             | Ariane Hingst Lý Cát Ane Stangeland Horpestad Kerstin Stegemann                                             | Daniela Formiga Kelly Smith Renate Lingor Ingvild Stensland Kristine Lilly                                                               | Lisa De Vanna Marta Cristiane Birgit Prinz                          |
| Đức 2011        | Hope Solo Kaihori Ayumi                 | Elise Kellond-Knight Erika Alex Scott Sonia Bompastor Laura Georges Saskia Bartusiak                        | Jill Scott Genoveva Añonma Louisa Necib Miyama Aya Ohno Shinobu Sawa Homare Kerstin Garefrekes Caroline Seger Shannon Boxx Lauren Cheney | Marta Lotta Schelin Abby Wambach                                    |
| Canada 2015     | Karen Bardsley Nadine Angerer Hope Solo | Kadeisha Buchanan Lucy Bronze Steph Houghton Wendie Renard Ariyoshi Saori Julie Johnston Meghan Klingenberg | Elise Kellond-Knight Amandine Henry Eugénie Le Sommer Miyama Aya Sakaguchi Mizuho Utsugi Rumi Carli Lloyd Megan Rapinoe                  | Lisa De Vanna Élodie Thomis Anja Mittag Célia Šašić Ramona Bachmann |